# Aardschaduw

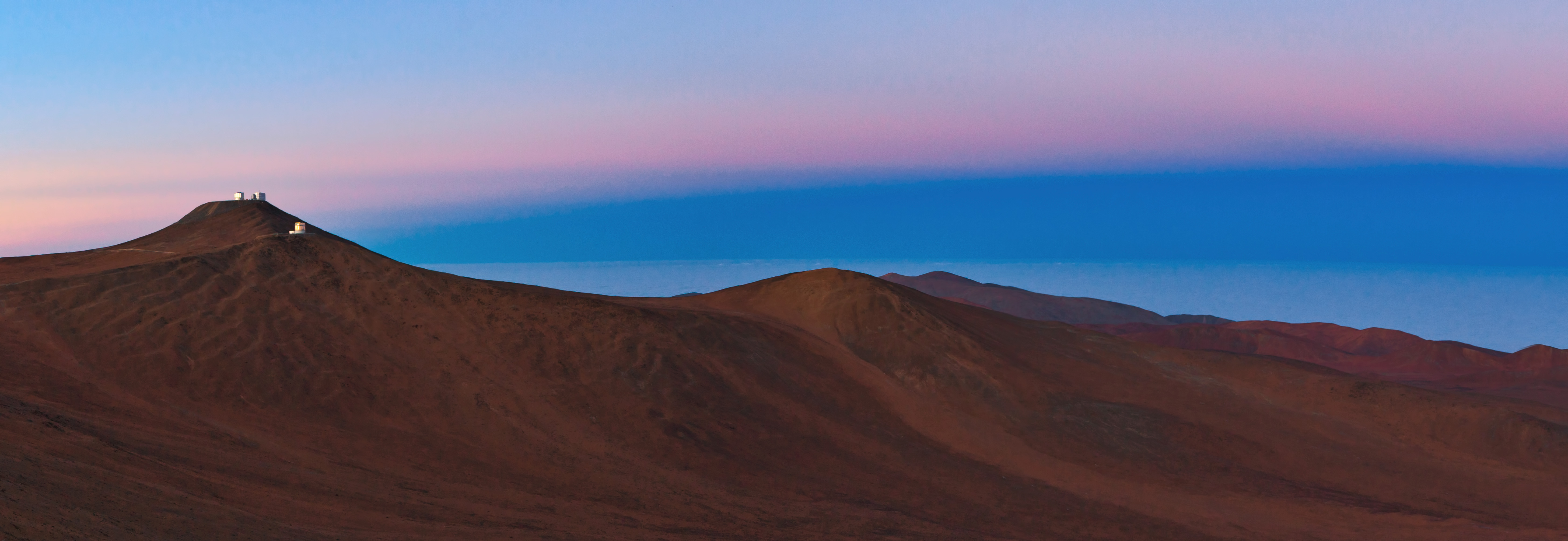
De aardschaduw en de belt of Venus met het Paranal-observatorium

De aardschaduw is een diffuus grijsblauw of donkerblauwkleurig horizontaal segment van de onbewolkte blauwe hemelkoepel, zich steeds bevindend tegenover de locatie van de opkomende of ondergaande zon. Kort voor zonsopkomst is boven de westelijke horizon een donkerblauwe onderbreking van het normale uitzicht van de blauwe hemel zichtbaar. Dit is de projectie van de oostelijke horizon op het gedeelte van de hemelkoepel ten westen van de waarnemer. Dit verschijnsel is ook waarneembaar kort na zonsondergang boven de oostelijke horizon.

## Waarneemtechniek met kantelende spiegel
De aardschaduw is een vrij moeilijk te herkennen verschijnsel voor diegenen die niet vertrouwd zijn met optische hemelverschijnselen. Een gemakkelijke techniek om de aanwezigheid van de projectie van de aardschaduw op de hemelkoepel te herkennen is de spiegelmethode. Men houdt een relatief kleine vlakke spiegel niet ver van de waarnemende ogen en laat er de horizon recht tegenover de opkomende of ondergaande zon in reflecteren. Het spiegelbeeld van de horizon moet zodanig hellen dat de horizon zelf zo goed als verticaal staat. De waarnemer mag de spiegel zodanig kantelen dat de horizon en het gebied van de hemel daarboven in alle mogelijke standen gezien kunnen worden. Op die manier worden flauwe helderheidsverschillen en kleurnuances onmiddellijk zichtbaar.

## Troxler effect
De waarneemmethode met de kantelende spiegel dient om het Troxler effect te vermijden. Dit fenomeen was in 1804 ontdekt door Ignaz Paul Vital Troxler (1780-1866). Het Troxler effect zorgt ervoor dat het langdurig staren naar een standvastig tafereel bestaande uit flauwe helderheidsverschillen en kleurnuances tot egaal grijs herleid wordt. Indien er beweging in het tafereel plaatsvindt dan zal deze beweging onmiddellijk opgemerkt worden. Een kantelende spiegel zorgt ervoor dat het tafereel steeds in beweging is en alle details daarin steeds zichtbaar zijn of zelfs versterkt waargenomen kunnen worden.

## Teinte cadavéreuse
De teinte cadavéreuse (lijkkleur) is de benaming die men in de Alpen geeft aan de projectie van de aardschaduw op besneeuwde berghellingen, waarbij na het verschijnen van de eigenlijke teinte cadavéreuse een nagloeien zichtbaar wordt, teweeggebracht door het napurperlicht in de atmosfeer boven de reeds ondergegane zon. Dit nagloeien wordt Résurrection du Mont Blanc genoemd.

## Belt of Venus
Net boven de donkerblauwe aardschaduw kan een wazige rossige horizontale band opgemerkt worden. Deze band kreeg de Engelstalige benaming Belt of Venus. De helderheid van de Belt of Venus hangt sterk af van het stofgehalte in de atmosfeer. Tijdens dagen van vermeerderde aanwezigheid van vulkanisch as in de stratosfeer kunnen schemeringsverschijnselen opvallend purperkleurig zijn, waarbij ook de Belt of Venus er veel kleuriger uitziet.

## Convergerende schaduwstralen
Net als de waaiervormige divergerende lichtstralen die soms zichtbaar zijn boven de opkomende of ondergaande zon, zo kunnen ook convergerende schaduwstralen opgemerkt worden net boven de aardschaduw. Het punt waar alle schaduwstralen bijeen komen is tevens het punt op 180° van de zon. Indien zich omstreeks dit punt de volle maan bevindt, is de kans groot dat men een gedeeltelijke of totale maansverduistering te zien krijgt. De schaduwstralen die zichtbaar zijn boven de aardschaduw worden veroorzaakt door wolken die zich net achter de horizon bevinden waar de zon opkomt of onder gaat.

## Smog
In streken met verstedelijking en industrie kan een laag smog weleens verkeerdelijk aangezien worden voor de aardschaduw. De kleur van smog is echter grijs of grijsbruin, niet donkerblauw. De beste tijd om de aardschaduw waar te nemen is dan ook na een periode van neerslag, omdat de lagere gedeelten van de atmosfeer dan vrijgemaakt zijn van fijn stof.